# Кан, Александр Сергеевич
Александр Сергеевич Кан (1925—2017) — советский и шведский историк-скандинавист; доктор исторических наук, профессор.
Автор более 500 работ, включая несколько монографий по истории и историографии стран Северной Европы и советско(российско)-скандинавских отношений XX века.

## Биография
Родился в 1925 году в Москве в семье учёного — Сергея Борисовича Кана.
Участник Великой Отечественной войны — служил переводчиком политуправления 1-го Украинского фронта, старший сержант. После окончания войны, в 1949 году окончил исторический факультет Московского государственного университета имени М. В. Ломоносова, знал три иностранных языка.
Получил диплом с отличием, Александр Кан поступил в заочную аспирантуру Института истории Академии наук СССР. Совмещал учёбу со службой в иностранном вещании московского Радиокомитета. В 1952 году защитил кандидатскую диссертацию на тему «Шведское крестьянство в борьбе против усиления феодально-помещичьего гнета в 1620-50-х гг.». С 1953 года работал на кафедре истории средних веков МГУ, а с лета 1954 года — в штате журнала «Вопросы истории». С 1957 года — преподаватель истории стран Северной Европы МГИМО; позже — младший научный сотрудник в только что созданном секторе истории внешней политики СССР и международных отношений Института истории АН СССР. В 1966 году стал членом КПСС. В этом же году защитил докторскую диссертацию на тему «Внешняя политика скандинавских стран в годы Второй Мировой войны».
В 1987 году вместе с семьёй переехал в Швецию. С 1988 года работал профессором Упсальского университета и по совместительству — в Университете Осло. С 2009 года проживает в Стокгольме. По возрасту от регулярной преподавательской работы отошел.
Умер 22 января 2017 года в Стокгольме.

## Основные работы
- Новейшая история Швеции. М., 1964;
- Внешняя политика скандинавских стран в годы Второй Мировой войны. — М.: Наука (издательство), 1967. — 456 с. — (Вторая мировая война в исследованиях, воспоминаниях, документах).
- История скандинавских стран (Дания, Норвегия, Швеция). М., 1971; 2-е изд. М., 1980;
- Историк Г. В. Форстен и наука его времени. М., 1979 (в сер. «Научные биографии»);
- История Норвегии / отв. ред. А. С. Кан. М., 1980;
- 12 столетий русско-шведских отношений. М., 1996;
- Домашние большевики. Шведская социал-демократия, большевики и меньшевики в Первую мировую войну и в революционные годы (1914—1920). Стокгольм, 2005.

## Награды и звания
- Был награждён орденом Отечественной войны II степени и медалями, в числе которых «За боевые заслуги».
- Почётный доктор Уппсальского университета и Северного (Арктического) федерального университета имени М. В. Ломоносова.[8]
- Член-корреспондент Шведской академии древности, истории и словесности; Шведской академии народной культуры имени Густава Адольфа; действительный член Норвежской академии наук[8].